# Evangeli de Tomàs
|  | No s'ha de confondre amb Evangeli del Pseudo-Tomàs. |

L'Evangeli de Tomàs, també anomenat Evangeli copte de Tomàs o Evangeli gnòstic de Tomàs, és un evangeli apòcrif que conté 114 dites atribuïdes a Jesús de Natzaret. Es va conservar en un papir manuscrit en llengua copta, descobert el 1945 a la localitat egípcia de Nag Hammadi, i és l'escrit més conegut dels que formen el conjunt de Manuscrits de Nag Ammadi. Existeixen dubtes sobre la seva data de composició. Algunes de les dites d'aquest evangeli s'assemblen als dels evangelis canònics de Marc, Mateu, Lluc i Joan; d'altres eren desconegudes fins al seu descobriment.
Una qüestió complicada de resoldre és la del caràcter ideològic de l'obra. Hi ha autors que consideren que el text és gnòstic, remarcant el paper que té la gnosi o coneixement en el text, i el rebuig de les coses mundanes. Altres autors diuen que no hi ha res específicament gnòstic en el text, i que els aspectes assenyalats es poden explicar dins del marc del cristianisme sirià, on l'ascetisme va tenir durant els primers segles del cristianisme, una gran importància.

## Estructura
A diferència dels evangelis canònics, el de Tomàs no adopta l'estructura d'un relat sobre la vida de Jesús, sinó que conté només dites (en grec lògia) atribuïdes a Jesús emmarcades en les converses que manté amb alguns dels seus deixebles. L'autoria de l'obra és atribuïda en un breu pròleg a Dídim Judes Tomàs («dídimos» significa 'bessó', en grec; igual que «t'oma» תאומא, en arameu): «Aquestes són les paraules secretes que va pronunciar Jesús el Vivent i que Dídim Judes Tomàs va consignar per escrit». Finalitza amb el títol «L'Evangeli segons (g kata) Tomàs».
Unes 17 de les 114 cites que componen aquest evangeli coincideixen amb altres dites, redactades en grec antic, trobades en uns fragments de papir descoberts a Oxirrinc, a Egipte, el 1898. Aquests fragments s'han datat entorn de l'any 200. Com que el manuscrit copte trobat a Nag Hammadi data dels volts de 340, es creu que el manuscrit copte és traducció d'un text grec més antic, del qual en donen testimoni els fragments d'Oxirrinc.

## Confusió amb altres obres
S'ha de distingir l'Evangeli de Tomàs d'altres apòcrifs o pseudoepígrafs atribuïts al mateix personatge, com els Fets de Tomàs o l'Evangeli del Pseudo-Tomàs (sobre presumptes coses que va fer Jesús sent nen), així com del text gnòstic conegut com a Llibre de Tomàs l'Atleta.
Hipòlit de Roma (mort cap al 235) fa referència a un Evangeli de Tomàs, del que cita un logion («Qui em busca em trobarà entre els nens a partir dels set anys, ja que allà em manifesto ocult en el catorzè eó») que no apareix en el text de Nag Hammadi, i que s'ha relacionat més aviat amb els apòcrifs de la infantesa.
També Ireneu (a Adversus haereses, «contra l'heretgia», 1, 22, 1) esmenta un Evangeli de Tomàs, però es creu que fa referència a l'Evangeli del Pseudo-Tomàs.
Al segle iv és esmentat per Ciril de Jerusalem, que en el seu Cathechesis V afirma que no es tracta d'una obra de cap dels apòstols, sinó d'un dels «tres malvats deixebles de Mani». Tanmateix, en aquest evangeli amb prou feines hi ha traces de dualisme maniqueu.

## Data
Actualment existeix un viu debat sobre la data de composició d'aquest evangeli. Existeixen fonamentalment dues teories: una sèrie d'estudiosos defensen una datació primerenca d'aquest evangeli, entorn de l'any 50, abans, fins i tot, que el primer dels evangelis canònics, el de Marc; d'altres advoquen per una data més tardana, posterior als canònics i no anterior, en qualsevol cas, a finals del segle i (la major part d'aquests autors prefereix la data de 150). La datació primerenca està més estesa entre els investigadors nord-americans, mentre que la tardana és preferida a Europa (especialment a Alemanya i al Regne Unit).

### Datació primerenca
Els partidaris de la datació primerenca argumenten que -ja que l'Evangeli de Tomàs es compon sobretot de material original i no sembla basar-se en els evangelis canònics- ha d'haver estat escrit partint d'una tradició oral. Ja que només el segle i va ser considerada la tradició oral com a font d'autoritat, l'Evangeli de Tomàs es va haver d'escriure en aquesta època. Si va ser així, s'ha pensat que hi va poder haver certa relació entre aquest text i la hipotètica font Q, text escrit o oral, que, segons la teoria de les dues fonts (la més estesa sobre els sinòptics) és la font del material comú als evangelis de Mateu i de Lluc, que no procedeix de Marc.
Existeix la hipòtesi que Q es va formar en tres estrats successius (denominats, respectivament, Q1, Q2 i Q3), dels quals el material apocalíptic correspon als dos últims. Estudiosos bíblics han identificat 37 de dites de Jesús que coincideixen en la seva reconstrucció de Q i en l'Evangeli de Tomàs, dels quals tots correspondrien als estrats primer i segon de Q (els més antics). Segons aquesta hipòtesi, l'autor de Tomàs no va conèixer (o amb prou feines va conèixer) Q3, ja que no va incorporar aquest material al seu escrit. Ja que Q1 i Q2 serien anteriors als quatre evangelis canònics, l'Evangeli de Tomàs seria més antic que aquests i, per tant, el primer de tots els evangelis coneguts.
Segons alguns autors, com Koester, aquest evangeli es basa en tradicions anteriors a les dates en les quals es van escriure els evangelis canònics. Altres autors assenyalen que l'Evangeli de Tomàs segueix els mateixos canvis verbals que Lluc utilitza sobre el text de Marc (Logion 5 de Tomàs; Lc 8,17; Mc 4,22). Això suggereix que els evangelis de Lluc i Tomàs són tardans respecte a Marc.

## Teoria d'Elaine Pagels
Segons la tesi desenvolupada per la teòloga Elaine Pagels al seu llibre Beyond Belief: The Secret Gospel of Thomas ('Més enllà de la fe: l'evangeli secret de Tomàs'), molts dels passatges de l'evangeli de Joan poden entendre's com una refutació dels dits, idees, tradicions i creences d'una comunitat cristiana la línia de pensament de la qual estaria exemplificada per l'Evangeli de Tomàs. L'exemple més destacat és la imatge que en l'evangeli de Joan es dona de l'apòstol Tomàs, en passatges com el del dubte de Sant Tomàs (Joan 20:24-29).

## Contingut
Consta de 114 sentències, que comencen amb la fórmula «Jesús va dir» o «ell va dir». Emfatitzen en la senzillesa, en la sinceritat i en la renúncia al poder mundà:
| «    | Jesús va dir: «Feu-vos transeünts». | » |
| — 42 |                                     |   |

| «    | Si no dejuneu del món, no trobareu el Regne. | » |
| — 27 |                                              |   |

| «   | Li van preguntar els seus deixebles dient-li: «Vols que dejunem? I de quina forma hem de pregar i donar almoina, i què hem d'observar respecte al menjar?». Jesús va dir: «No mentiu ni feu el que avorriu, ja que davant del cel tot és patent, ja que res hi ha ocult que no acabi per quedar manifest i res amagat que pugui mantenir-se sense ser revelat». | » |
| — 6 | |   |

| «     | Qui hagi trobat el món i s'hagi fet ric, que renunciï al món! | » |
| — 110 |                                                               |   |

| «    | Si teniu alguns diners, no el deixeu amb interès, sinó doneu-lo a aquell que no us el tornarà. | » |
| — 95 |                                                                                                |   |

Reclamen l'amor al proïsme:
| «    | Va dir Jesús: «Estima el teu germà com a la teva ànima; es cuida d'ell com a la pupil·la dels teus ulls». | » |
| — 25 | |   |

| «    | Si dues persones fan la pau entre si en aquesta mateixa casa, diran a la muntanya: "Desplaça't d'aquí!", i ella es desplaçarà. | » |
| — 48 | |   |

La seva concepció del paper de la dona té un peculiar interès:
| «     | Simó Pere els diu: «Que Maria surti d'entre nosaltres, ja que les femelles no són dignes de la vida.» Jesús diu: «Vet aquí que li inspiraré perquè es converteixi en mascle, perquè ella mateixa es faci un esperit vivent semblant a vosaltres mascles. Doncs cada femella que es converteix en mascle, entrarà en el Regne dels Cels. | » |
| — 114 | |   |

| «    | Jesús els va dir: «Quan feu dels dos un, i feu l'interior com l'exterior i l'exterior com l'interior i el de dalt com el de a baix, i quan establiu el mascle amb la femella com una sola unitat de manera que l'home no sigui masculí ni la dona femenina, quan establiu un ull al lloc d'un ull i una mà al lloc d'una mà i un peu al lloc d'un peu i una imatge al lloc d'una imatge, llavors entrareu en el Regne». | » |
| — 22 | |   |

En altres punts, el conjunt de les sentències mostra importants similituds amb la col·lecció de les dites de Jesús (lògia), també coneguda com a Q (de l'alemany Quelle, 'font'), que se suposa va ser utilitzada per escriure els evangelis de Mateu i Lluc. Es considera que l'antiguitat de l'Evangeli de Tomàs és una altra prova de l'existència d'aquesta font comuna.